# 滑川市立早月中学校
滑川市立早月中学校（なめりかわしりつ はやつきちゅうがっこう）は、富山県滑川市にある市立中学校。

## 沿革
1949年4月1日、浜加積村・早月加積村組合立北野中学校および東加積村・北加積村組合立東北中学校が統合し、北加積村外三ヶ村学校組合立早月中学校として設立し、同年4月22日に開校。同年11月1日には草競馬場として利用されたという中野島から野町にわたる林が整地された場所に建設された校舎が竣工（校舎は移築建築物であった）、12月24日には遠隔地出身の生徒の寮『早月寮』が竣工している。校章は同年7月29日、校旗は1951年3月10日に、それぞれ制定された。
1962年10月22日に体育館（床面積922.32m2、鉄骨建築〔ケビオン式鉄骨シエルアーチラーメン構造〕）が、1966年7月31日に鉄筋コンクリート3階建ての教室棟が、1968年1月21日に管理棟がそれぞれ竣工して校舎改築工事が完了し、1970年1月8日には寄宿舎の早月寮が改築している。1973年2月6日には特別教室および格技館が、1979年7月24日にはプール（アルミ製、長さ25m、幅13m）がそれぞれ竣工している。
現在の校舎は、1999年9月に着工し、2001年10月5日に全国初のインテリジェント・エコスクールとして竣工した校舎である。校舎には早月中学校地域交流センターも併設された。工事費は約18億8,500万円。
体育館は2001年8月20日に着工し、2002年7月30日に竣工した。体育館建物は旧校舎のコンクリートを再利用している。

## 通学区域
東部小学校区、北加積小学校区、東加積小学校区

## 周辺
- 国道8号（魚津滑川バイパス）

## 著名な卒業生
- 上田昌孝 (政治家)（現滑川市長）